# La Châtre (Adelsgeschlecht)
La Châtre ist eine Familie des französischen Adels.

## Geschichte
Das Geschlecht tritt erstmals im 14. Jahrhundert in Erscheinung. Namengebend war die Herrschaft La Châtre im Berry. Zentrum des Familienbesitzes war die Herrschaft Nançay bei Vierzon, die 1609 zur Grafschaft erhoben wurde. Mit der Familie verbunden ist jedoch vor allem die Herrschaft La Maisonfort, die im 15. Jahrhundert durch Heirat erworben wurde. Nach ihr benannt sind auch die bekanntesten Angehörigen der Familie, Claude de La Châtre, baron de La Maisonfort, der 1594 zum Marschall von Frankreich und im Jahr seines Todes zum Connétable von Frankreich ernannt wurde, und sein Sohn Louis de La Châtre de La Maisonfort, der 1616 Marschall wurde. Ab dem 17. Jahrhundert nannten die Grafen von Nançay sich Marquis de La Châtre, ohne dazu autorisiert zu sein. 1815 wurde Louis Claude de La Châtre zum Pair von Frankreich ernannt, 1817 zum Duc de La Châtre. Mit ihm starb die Familie aus.

## Stammliste (Auszug)

### Die Herren von Nançay
1. Philippe, Seigneur de Besigny et de Bressigny (um 1360); ⚭ Marie de Vanecy
  1. Guillaume, Seigneur de Besigny et de Nançay; ⚭ Agnes, Tochter von Godemar, Baron de Linières
    1. Jean, Seigneur de Nançay et de Besigny; ⚭ Huguette de Voudenay
      1. Pierre, Seigneur de Nançay; ⚭ Marie, Tochter von Jean de Rouy, Seigneur de Meneron-sur-Naon
        1. Claude († 1499), Seigneur de Nançay et de Besigny, 1479 Kommandeur der 3. Kompanie der Garde du corps du roi; ⚭ Catherine, Dame de La Maisonfort, Tochter von Jean de Menou, Seigneur de La Ferté-Menou
          1. Abel de La Châtre († 1496), 1490 Kommandeur der 3. Kompanie der Garde du corps du roi
          2. Gabriel († 1538), Seigneur de Nançay et de Besigny, baron de La Maisonfort, 1499 Kommandeur der 3. Kompanie der Garde du corps du roi; ⚭ I Marie, Tochter von Guillaume, Seigneur de Saint-Amadour; ⚭ II Jeanne Sanglier († 1558)
            1. Joachim († 1546), Seigneur de Nançay, de Besigny et de Sigonneau, Gouverneur des Orléanais, 1529 Kommandeur der 3. Kompanie der Garde du corps du roi; ⚭ Françoise Dame de La Baritaudiére, Tochter von Antoine Foucher, Seigneur de Thenye
              1. Gaspard († 1576), Seigneur de Nançay et de Sigonneau, Kommandeur der 3. Kompanie der Garde du corps du roi; ⚭ Gabrielle, Tochter von René de Batarnay, Comte du Bouchage
                1. Henri, 1609 Comte de Nançay, Seigneur de Signonneau et de Bridore; ⚭ I Marie, Tochter von Jacques de La Gueste, Seigneur de Laureau; ⚭ II Gasparde, Tochter von Jacques Mitte, Seigneur de Miolans – Nachkommen siehe unten

              2. Balthasar, Seigneur de Besigny

            2. Claude, Baron de La Maisonfort; ⚭ Anne, Dame de La Ferté-sous-Reuilly, Tochter von Florimond I. Robertet, Seigneur d’Alluye
              1. Claude (1536–1614), Baron de La Maisonfort, 1594 Marschall von Frankreich; ⚭ Jeanne, Tochter von Gui I., Baron de Jarnac
                1. Louis († 1630), Baron de La Maisonfort, 1616 Marschall von Frankreich; ⚭ I Urbaine, Tochter von Louis, Comte de Montafié, Schwester von Anne de Montafié; ⚭ II Elisabeth († 1654), Tochter von Jean d’Estampes, Seigneur de Valençay (Haus Estampes)
                  1. (II) Louise-Henriette, Baronne de La Maisonfort; ⚭ I François de Valois, comte d’Alais, († 1622), (Haus Valois-Angoulême); ⚭ II François, Herzog von Uzès († 1680), (Haus Crussol); ⚭ III Claude Pot, Seigneur de Rhodes, Großzeremonienmeister von Frankreich, (Haus Pot)

                2. Anne († 1605), Äbtissin von Faremoutiers
                3. Marie; ⚭ Charles de Balzac, Seigneur d’Entragues, (Haus Balzac)
                4. Marguerite; ⚭ Henri I., Marquis de La Ferté-Senneterre (1599–1681)
                5. Françoise († 1643), Äbtissin von Faremoutiers

        2. Jacques († 1568), Seigneur de Sillac
        3. Jacqueline; ⚭ Guillaume Pot, Seigneur de Rhodes, Großzeremonienmeister von Frankreich, (Haus Pot)

      2. Antoine, Seigneur de La Porcheresse

    2. Guillaume, Seigneur d’Estréchy
    3. Jean, Seigneur d’Estrechy et de Combron

  2. Philippe, Seigneur de Marchereux

### Die Grafen von Nançay
1. Henri, 1609 Comte de Nançay, Seigneur de Signonneau et de Bridore; ⚭ I Marie, Tochter von Jacques de La Gueste, Seigneur de Laureau; ⚭ II Gasparde, Tochter von Jacques Mitte, Seigneur de Miolans – Vorfahren siehe oben
  1. Edme († 1645), Le Marquis de La Châtre, Comte de Nançay; ⚭ Françoise, Dame de Boucart († 1645), Tochter von François de Cugnac, Marquis de Dampierre
    1. Louis († 1664), Le Marquis de La Châtre, Comte de Nançay; ⚭ Charlotte, Dame de Rosières († 1720), Tochter von Henri d’Hardoncourt, Seigneur de Rosières
      1. Louis-Charles († 1730), Le Marquis de La Châtre, Comte de Nançay; ⚭ Marie Charlotte de Beaumanoir († 1725), Tochter von Henri III. de Beaumanoir, Marquis de Lavardin
        1. Louis-Charles († 1734), Comte de Nançay; ⚭ Elisabeth († 1771), Tochter von Jean, Marquis de Goussainville
          1. Charles-Louis, Comte de Nançay; ⚭ Isabelle († 1794 – hingerichtet), Tochter von Esprit de Harville, Marquis de Trainel
            1. Louis-Claude, 1824 Comte de Nançay et de La Châtre, 1817 Duc de La Châtre, 1815 Pair von Frankreich, Lieutenant-général; ⚭ Marie Charlotte († 1848), Tochter von Louis Bontemps
              1. Alphonse-Louis († 1802), Vicomte de Nançay

            2. Louis-Sylvestre, 1817–1829 Bischof von Beauvais
            3. Marie-Claude; ⚭ Louis, Comte de Sérignac
            4. Louise-Charlotte; ⚭ Jérôme de La Martelière, Comte de Fai

          2. Louise-Elisabeth; ⚭ I Michel Dreux, Comte de Brézé; ⚭ II Louis, Comte de Jaucourt

        2. Claude (1698–1740), Bischof von Agde 1726–1740

    2. Louise-Antoinette († 1723); ⚭ Louis de Crévant, duc d’Humières (1628–1694)